# Whenever, Wherever
Singles de Shakira
Moscas en la Casa
(1999) Underneath Your Clothes
(2002)
Pistes de Laundry Service
Underneath Your Clothes
(2) Rules
(4)
Whenever, Wherever est une chanson écrite par la chanteuse Shakira dont elle a composé la musique avec Tim Mitchell. Cette chanson existe aussi en espagnol et se nomme Suerte (Whenever, Wherever).
Dans cette chanson, Shakira décrit l'amour qu'il peut y avoir entre deux êtres qui vivent à distance.
C'est notamment grâce à cette chanson que Shakira se fera connaître dans le monde entier. Le CD single est sorti le 28 janvier 2002 en France.

## Singles et promos

### Singles
| - Japon (EICP 53) 1. Whenever Wherever 3:17 2. Objection 3:43 - Europe (671913 3) 1. Whenever Wherever 3:16 2. Suerte 3:14 - Suerte Europe (671913 9) 1. Suerte (Whenever, Wherever) 3:14 2. Whenever, Wherever 3:16 | - Australie (672196 2) 1. Whenever Wherever 3:16 2. Suerte (Whenever Whenever) 3:14 3. Whenever Wherever (TV Edit) 3:39 4. Inevitable 3:13 - Europe (671913 8) 1. Whenever Wherever – Album Version 3:16 2. Whenever Wherever TV Edit 3:39 3. Suerte – Album Version 3:14 4. Suerte TV Edit 3:38 |

### Maxi singles
| - Europe CD Maxi single (EPC 671913 2) 1. Whenever Wherever 3:16 2. Suerte 3:14 3. Estoy Aqui 3:55 4. Tú 3:36 - Europe 4-track WW (672426 2) 1. Whenever Wherever 3:16 2. Suerte (Whenever Wherever) 3:14 3. Whenever Wherever – Tracy Young's Spin Cycle Mix 7:03 4. Whenever Wherever – Video | - WW/Suerte Europe (671913 7) 1. Whenever, Wherever (TV Edit) 3:39 2. Suerte (Whenever, Wherever) 3:14 3. Estoy Aqui 3:52 4. Tú 3:36 5. Whenever Wherever (Tracy Young's Spin Cycle Mix) 7:03 6. Whenever Wherever (Dark Side Of The Moon Mix) 7:45 |

### Singles promotionnels
| - Royaume-Uni promo (HPCD 2617 /XPCD 2617) États-Unis promo (ESK 16691) 1. Whenever Wherever 3:16 - Australie promo (SAMP 2414) Brésil promo (900051/2-502605) Europe promo (SAMPCS 10588) 1. Whenever Wherever 3:16 2. Suerte 3:14 - Europe promo (SAMPCS 12236) 1. Whenever, Wherever – Sahara Mix 3:56 2. Whenever, Wherever – Hammad Belly Dance Mix 3:45 - Suerte Argentine promo (DEP 707) Suerte Mexique promo (PRCD 98424) ** 1. Suerte (Whenever, Wherever) 3:14 2. Whenever, Wherever 3:16 | - Royaume-Uni 1-track Epic promo (CDR ACETATE) 1. Whenever Wherever - États-Unis 2-pistes Epic promo (CDR ACETATE) 1. Whenever Wherever – Tracy Young Tribal Mix 9:40 2. Whenever Wherever – Tracy Young Tribal Mix Radio Edit 3:15 - Australie (CDR ACETATE) 1. Tracy Young’s Spin Cycle Mix 7:02 2. Acapella 121 BPM 3:36 3. Tee’s Blue Dub – New Version 7:37 4. The Dark Side Of The Moon Mix 8:14 |

### Singles vinyles
| - Europe 12" vinyle (671913 6) 1. Whenever, Wherever 3:16 2. Whenever, Wherever – Tracy Young's Spin Cycle Mix 7:03 3. Whenever, Wherever – A Cappella 121 Bpm 3:37 4. Whenever, Wherever – Tee's Blue Dub New Version 7:37 5. Whenever, Wherever – The Dark Side Of The Moon Mix 7:45 | - États-Unis 7" (ZSS79642B)(34-79642) 1. Whenever Wherever 2. Suerte (Whenever Whenever) |

### Vinyles promotionnels
| - Mexique jukebox 7" vinyl (670037) 1. Suerte (Whenever, Wherever) 3:14 2. Te Aviso Te Anuncio (Tango) 3:47 - WW Europe 12" (SAMPMS 12235-0122356000) 1. Whenever, Wherever – Sahara Mix 3:56 2. Whenever, Wherever – Hammad Belly Dance Mix 3:45 | - États-Unis 4-pistes 12" (EAS-16691-S1) 1. Whenever Wherever – Tracy Young's Spin Cycle Mix 2. Whenever Wherever – A Cappella 121 BPM 3. Whenever Wherever – Tee's Blue Dub 4. Whenever Wherever – The Dark Side Of The Moon Mix |

### Cassette
- Cassette (672426 4)

1. Whenever, Wherever (Album version) 3:16
2. Suerte (Album version) 3:14
3. Whenever, Wherever (The dark side of the moon mix) 7:45

- Tracks play same both sides

### Vidéos et box sets
| - Japon promo (BOX-SET) 1. Whenever Wherever 3:16 2. Suerte (Whenever Wherever) 3:14 3. -fold-out biography booklet with great pictures 4. -10 minute Japanese made NTSC Electronic Press Kit video - États-Unis promo (BOX-SET) 1. -1 piste CD 2. -fold-out biography booklet with great pictures 3. -10 minute NTSC Electronic Press Kit video | - Royaume-Uni VHS video promo 1. Whenever Wherever 3:14 - Espagne VHS video promo 1. Suerte 2. Personal greetings from Shakira to the (50 first) buyers of the CD "SERVICIO DE LAVANDERIA" |

### Remixes officiels
| - Acapella 121 Bpm -- – 3:38 - Andy And The Lamboy Circuit Dub -- – 5:40 - Andy And The Lamboy Circuit Mix -- – 9:34 - Dark Side Of The Moon Mix -- – 8:16 - Dark Side Of The Moon Mix -- – 7:45 - Dataluxe Club Mix -- – 8:51 - DJ John Rizzo & Blue Room Remix -- – 9:09 - Hammad Belly Dance Mix -- – 3:48 - Jonathan Peters 'Unreleased' Club Mix -- – 6:16 - Nic Mercy's Epic Anthem Vocal -- – 9:39 - Sahara Mix -- – 3:57 - Tee's Blue Dub -- – 8:40 - Tee's Blue Dub New Version -- – 7:40 | - Tee's Radio Edit -- – 3:28 - Todd Terry American Club Mix -- – 5:20 - Tracy Young's Spin Cycle Mix -- – 7:05 - Tracy Young's Spin Cycle Video Edit Mix -- – 4:01 - Tracy Young's Tribal Mix -- – 9:34 - Tracy Young's Tribal Mix Radio Edit -- – 3:14 Performances Lives Officiels - TV Edit -- – 3:40 - Live -- – 5:28 - Live Radio Edit -- – 3:31 - Live Video Single Edit -- – 4:15 |

## Classements et certifications
| Classement (2001-2002)                  | Meilleure position |
| --------------------------------------- | ------------------ |
| Australie (ARIA)                        | 1                  |
| Autriche (Ö3 Austria Top 40)            | 1                  |
| Belgique (Flandre Ultratop 50 Singles)  | 1                  |
| Belgique (Wallonie Ultratop 50 Singles) | 1                  |
| Canada (Hot 100)                        | 4                  |
| Danemark (Tracklisten)                  | 1                  |
| Europe (Hot 100)                        | 1                  |
| Finlande (Suomen virallinen lista)      | 1                  |
| France (SNEP)                           | 1                  |
| Allemagne (Media Control AG)            | 1                  |
| Grèce (IFPI Greece)                     | 1                  |
| Hongrie (Rádiós Top 40)                 | 1                  |
| Irlande (IRMA)                          | 1                  |
| Italie (FIMI)                           | 1                  |
| Japon (Hot 100)                         | 8                  |
| Pays-Bas (Single Top 100)               | 1                  |
| Nouvelle-Zélande (RMNZ)                 | 1                  |
| Norvège (VG-lista)                      | 1                  |
| Espagne (PROMUSICAE)                    | 1                  |
| Suède (Sverigetopplistan)               | 1                  |
| Suisse (Schweizer Hitparade)            | 1                  |
| Royaume-Uni (UK Singles Chart)          | 2                  |
| États-Unis (Hot 100)                    | 6                  |
| États-Unis (Hot Latin Songs)            | 1                  |
| États-Unis (Dance Club Songs)           | 3                  |
| États-Unis (Pop Airplay)                | 4                  |

| Classement (2002)                     | Position |
| ------------------------------------- | -------- |
| Australie Classement single           | 2        |
| Autriche Classement single            | 1        |
| Belgique (Flandre) Classement single  | 3        |
| Belgique (Wallonie) Classement single | 3        |
| Pays-Bas Top 40                       | 2        |
| France Classement single              | 3        |
| Irlande Classement single             | 4        |
| Nouvelle-Zélande Classement single    | 5        |
| Suisse Classement single              | 2        |
| Royaume-Uni Classement single         | 7        |
| États-Unis U.S. Billboard Hot 100     | 28       |

| (2000–2009)          | Position |
| -------------------- | -------- |
| German Singles Chart | 11       |

| Pays             | Certification | Date            | Ventes  |
| ---------------- | ------------- | --------------- | ------- |
| Allemagne        | 3 Or          | 2002            | 750,000 |
| Australie        | 3 × Platine   | avril 2002      | 210,000 |
| Autriche         | Platine       | 4 avril 2002    | 30,000  |
| Belgique         | 2 × Platine   | 27 avril 2002   | 100,000 |
| Finlande         | Or            | 2002            | 15,000  |
| France           | Diamant       | 11 juillet 2002 | 750,000 |
| Grèce            | Platine       | 2002            | 30,000  |
| Pays-Bas         | Platine       | 2002            | 60,000  |
| Nouvelle-Zélande | Platine       | 31 mars 2002    | 15,000  |
| Norvège          | 3 × Platine   | 2002            | 30,000  |
| Suède            | 2 × Platine   | 11 mars 2002    | 40,000  |
| Suisse           | 2 × Platine   | 2002            | 80,000  |
| Royaume-Uni      | Or            | 5 avril 2002    | 400,000 |